# Leishèrt
Leishèrt (Leishèrt en occità, pronunciat més o manco com a Leixert; i Leychert en francès) és un municipi francès de la regió d'Occitània, situat al departament de l'Arieja.